# Hulluch
Hulluch (Nederlands: Hullode) is een gemeente in het Franse departement Pas-de-Calais (regio Hauts-de-France). De plaats maakt deel uit van het arrondissement Lens. Hulluch telde op 1 januari 2022 3.377 inwoners.

## Geografie
De oppervlakte van Hulluch bedroeg op 1 januari 2022 5,74 vierkante kilometer; de bevolkingsdichtheid was toen 588,3 inwoners per km².

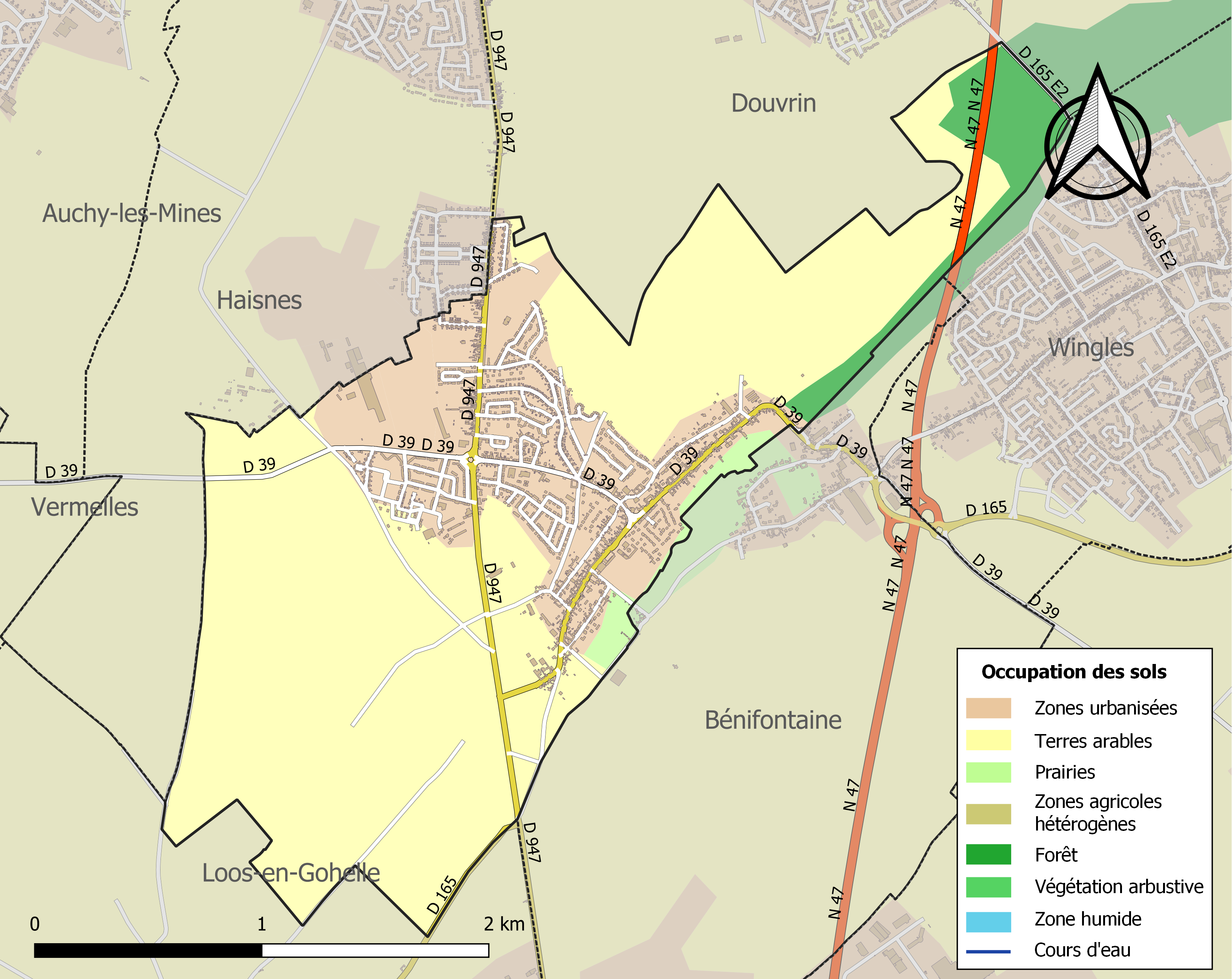
Kaart van de gemeente met belangrijkste infrastructuur, bodemgebruik en omliggende gemeenten

## Demografie
Onderstaande figuur toont het verloop van het inwonertal (bron: INSEE-tellingen).